# Hong Kyung-pyo
Hong Kyung-pyo (홍경표, nascut l'11 d'agost de 1962) és un director de fotografia sud-coreà. Ha treballat amb diversos directors de cinema aclamats, com Bong Joon-ho, Lee Chang-dong, Kang Je-gyu, Kim Ji-Woon, Na Hong-jin, Lee Sang-il, i Hirokazu Koreeda.
Zack Sharf el va elogiar com un dels 30 directors de fotografia que cal veure, elogiant el seu "treball de càmera dinàmic". El director amb el qual ha fet més feina, Bong Joon-ho, va afirmar que qualsevol futur coreà les pel·lícules que va optar per fer utilitzarien Hong com a director de fotografia.

## Filmografia
| Any  | Pel·lícula                       | Director         | Notes               | Ref   |
| ---- | -------------------------------- | ---------------- | ------------------- | ----- |
| 2000 | The Foul King                    | Kim Ji-Woon      |                     |       |
| 2000 | Il Mare                          | Lee Hyun-seung   |                     |       |
| 2001 | Guns & Talks                     | Jang Jin         |                     |       |
| 2002 | Champion                         | Kwak Kyung-taek  |                     |       |
| 2004 | Taegukgi: The Brotherhood of War | Kang Je-gyu      |                     |       |
| 2005 | Typhoon                          | Kwak Kyung-taek  |                     |       |
| 2007 | M                                | Lee Myung-se     |                     |       |
| 2008 | Eye for an Eye                   | Kwak Kyung-taek  |                     |       |
| 2009 | Mare                             | Bong Joon-ho     |                     | [ 3 ] |
| 2010 | Haunters                         | Kim Min-seok     |                     |       |
| 2011 | Always                           | Song Il-gon      |                     |       |
| 2013 | Trencaneu                        | Bong Joon-ho     |                     | [ 3 ] |
| 2014 | Boira (Haemoo)                   | Shim Sung-bo     |                     |       |
| 2016 | Gokseong                         | Na Hong-jin      |                     | [ 4 ] |
| 2018 | Burning                          | Lee Chang-dong   |                     | [ 4 ] |
| 2019 | Paràsits                         | Bong Joon-ho     |                     | [ 3 ] |
| 2020 | Deliver Us From Evil             | Hong Won-Chan    |                     | [ 3 ] |
| 2022 | Wandering                        | Lee Sang-il      | pel·lícula japonesa | [ 5 ] |
| 2022 | Broker                           | Hirokazu Koreeda |                     | [ 6 ] |
| 2025 | Hope                             | Na Hong-jin      |                     | [ 7 ] |

## Premis i nominacions
| Any  | Premi                                                        | Categoria                     | Obra nominada        | Resultat  | Ref.  |
| ---- | ------------------------------------------------------------ | ----------------------------- | -------------------- | --------- | ----- |
| 2016 | XLIX Festival Internacional de Cinema Fantàstic de Catalunya | Premi a la millor fotografia  | Gokseong             | Guanyador | [ 8 ] |
| 2021 | Chunsa Film Art Awards 2021                                  | Premi Tècnic (Cinematografia) | Deliver Us From Evil | Nominat   | [ 9 ] |